# Isaac Levitan
Pour les articles homonymes, voir Levitan.
Isaac Ilitch Levitan (en russe : Исаак Ильич Левитан), né le 18 août 1860 (30 août dans le calendrier grégorien) à Wirballen et mort le 22 juillet 1900 (4 août dans le calendrier grégorien) à Moscou est un peintre paysagiste russe.

## Biographie
Isaac Levitan naît dans un shtetl, aux abords de Wirballen, dans une famille juive cultivée mais pauvre du gouvernement de Kowno (actuellement en Lituanie). Son père est le fils d'un rabbin, il a suivi une scolarité complète dans une yechiva, et enseigne un temps le français et l'allemand à Kaunas, avant de travailler pour une entreprise française de construction en tant que traducteur. Isaac Levitan s'établit avec sa famille à Moscou au début des années 1870. Le décès de sa mère en 1875 et de son père en 1877 le laissent dans un profond dénuement, mais il parvient à intégrer l'École de peinture, de sculpture et d'architecture de Moscou en 1873 dont on le dispense de payer les frais « vu son extrême pauvreté et en tant qu'élève extrêmement doué pour les arts ».
Son talent l'aide à terminer ses études avec succès et à gagner une renommée naissante. En 1876, il entre dans l'atelier du peintre Alexeï Savrassov, qui préconise le travail en plein air et l'étude de la nature. Il fait aussi connaître à ses élèves les peintres de l'école française de Barbizon, notamment Jean-Baptiste Camille Corot, que Levitan aime particulièrement. Il est ensuite fortement influencé par le peintre Vassili Polenov, qui enseigne à l'école de 1882 à 1883.
Levitan devient plus tard membre des Ambulants, le courant réaliste russe de la fin du XIXe siècle. En 1898, on lui confie la classe de paysage de l'école de peinture, sculpture et architecture. Il s'entretient alors avec ses élèves de littérature et d'histoire de l'art. Il leur enseigne à son tour à peindre en plein air comme le lui enseigna son ancien maître, et leur recommande en outre d'éviter de copier la manière de peindre de tel ou tel maître pour se livrer à une approche plus spontanée et réaliste de la nature.
Il se lie d'amitié avec Anton Tchekhov et trouve la protection de Pavel Tretiakov. En 1889-1890, il voyage en France et en Italie.
Il meurt en 1900 dans son atelier moscovite de la rue Bolchoï Trekhsviatitelski. Il souffre toute sa vie de problèmes cardiaques, qui causent sa mort. Il fut d'abord enterré au cimetière juif de Dorogomilovo, mais en 1941, ses restes furent transférés au cimetière de Novodiévitchi.

## Correspondances

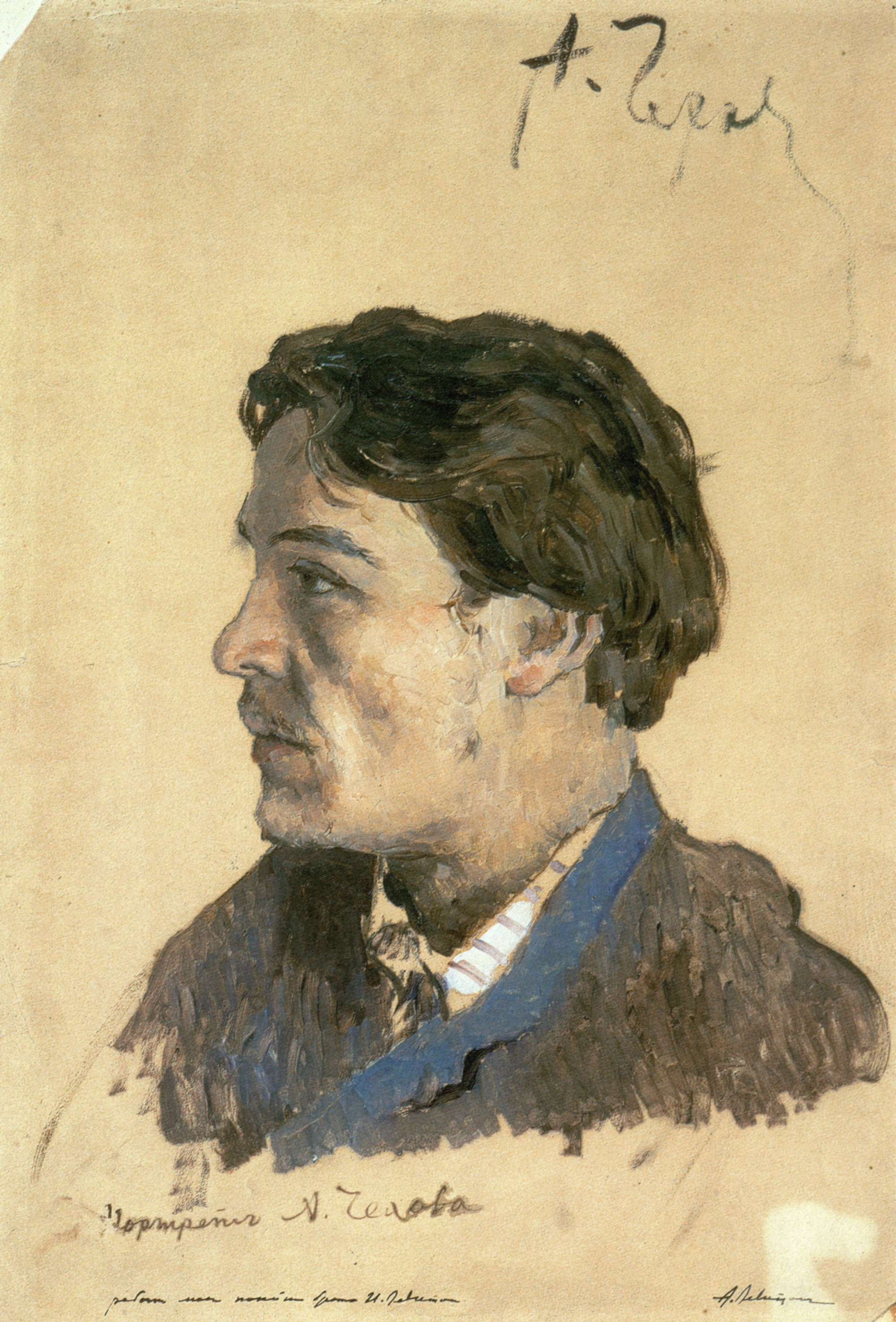
Étude de portrait d'Anton Tchekhov (1885-1886) de Levitan

Levitan fait la connaissance d'Anton Tchekhov en 1880 pendant ses études par l'intermédiaire de Nikolaï Tchekhov, le frère aîné de l'écrivain, alors qu'ils fréquentaient tous deux l’École de peinture, de sculpture et d'architecture de Moscou.
Levitan devient un des amis les plus proches de Tchekhov et de sa famille, et fait le projet en 1890, de voyager avec lui en Sibérie et à Sakhaline.
Comme peintre paysagiste, Levitan illustre les descriptions de la nature de Tchekhov, comme celles présentes dans la nouvelle La Steppe. De plus, il passe fréquemment les mois d'été en compagnie des Tchekhov à Melikhovo et s'inspire des lieux pour plusieurs de ses tableaux. Lors de son premier séjour en France au printemps 1891, Tchekhov écrit ainsi, de son ton ironique habituel : « Les peintres russes sont beaucoup plus sérieux que les Français. En comparaison des laborieux peintres de paysages, que j'ai vus hier, Levitan est un roi. »
Dans les années 1890, Levitan interrompt ses relations amicales pendant quelques années à cause, entre autres, d'une femme qu'il fréquente, qui elle-même raffole de Tchekhov : il s'agissait de Lika Mizinova, une amie de la sœur de Tchekhov Maria et une brève relation sentimentale de Tchekhov, par l'intermédiaire de qui il rencontre Olga Knipper à plusieurs reprises, qu'il ne prend alors pas plus au sérieux.
La querelle s'envenime encore avec la publication du récit La Cigale (1892) dont le modèle féminin est Sofia Kouvchinnikova, l'amie de Lévitan. Ce dernier, croyant se reconnaître à travers l'un des personnages, se sent outragé par Tchekhov. Ils se réconcilient par la suite.
Tchekhov rend visite à Levitan en 1895, quand celui-ci, traversant une dépression sévère, fait une tentative de suicide (« Ces quelques jours, que tu as passés ici, furent les plus calmes de cet été »), et lui écrit par la suite ; puis une dernière fois en mai 1900 à Moscou, alors que Levitan est sur son lit de mort.

## Œuvres

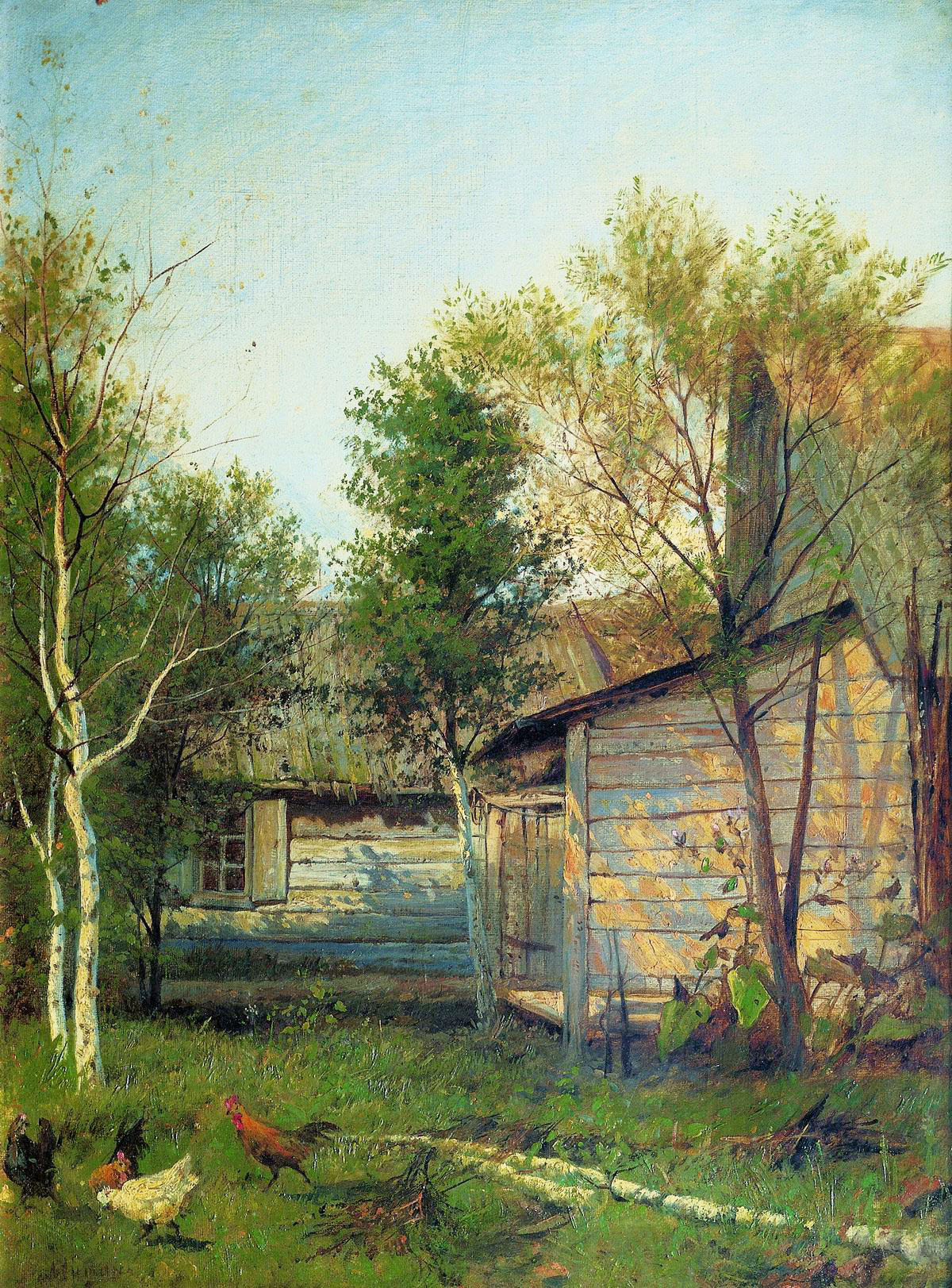
Jour ensoleillé, 1876
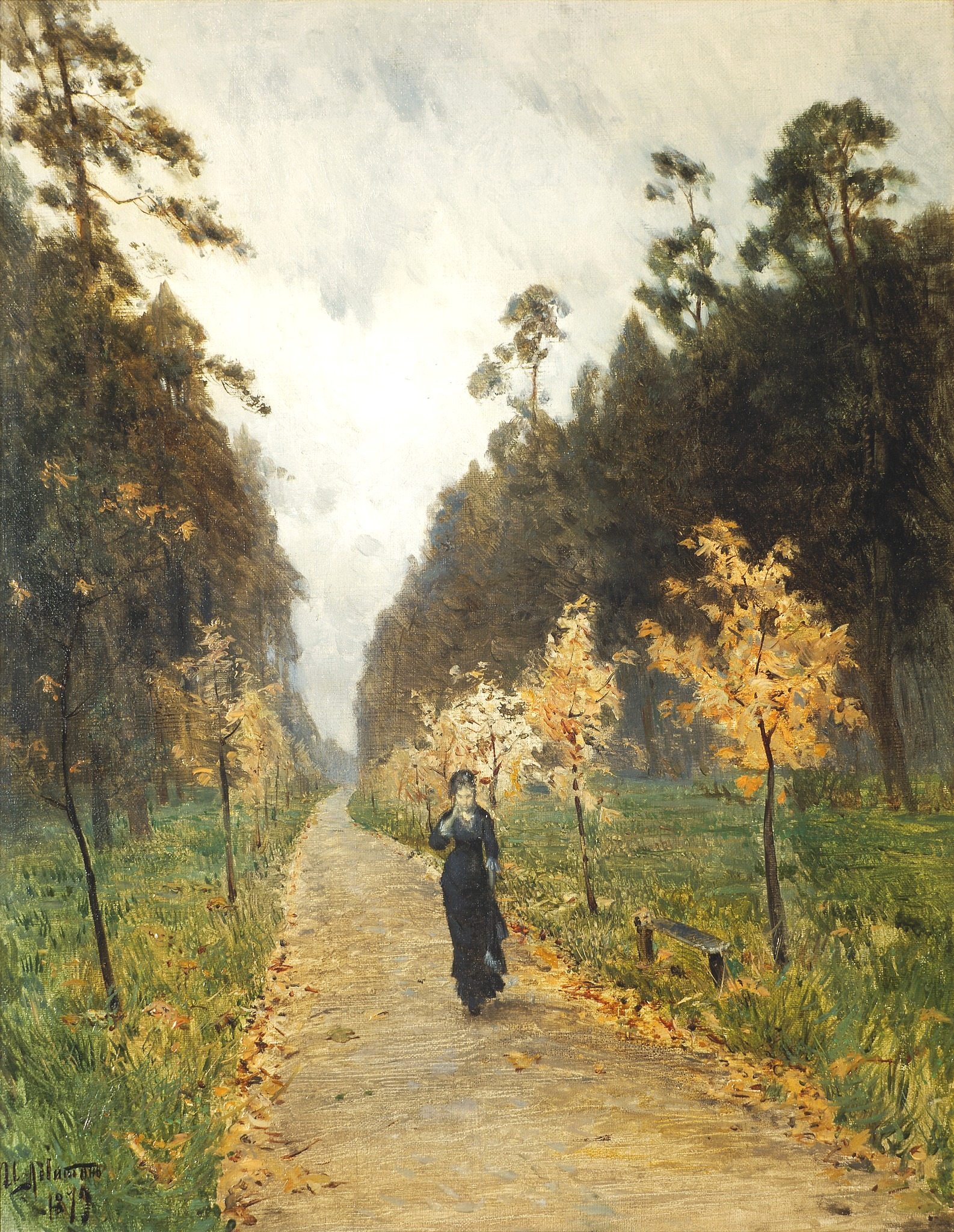
Jour d'automne. Sokolniki, 1879
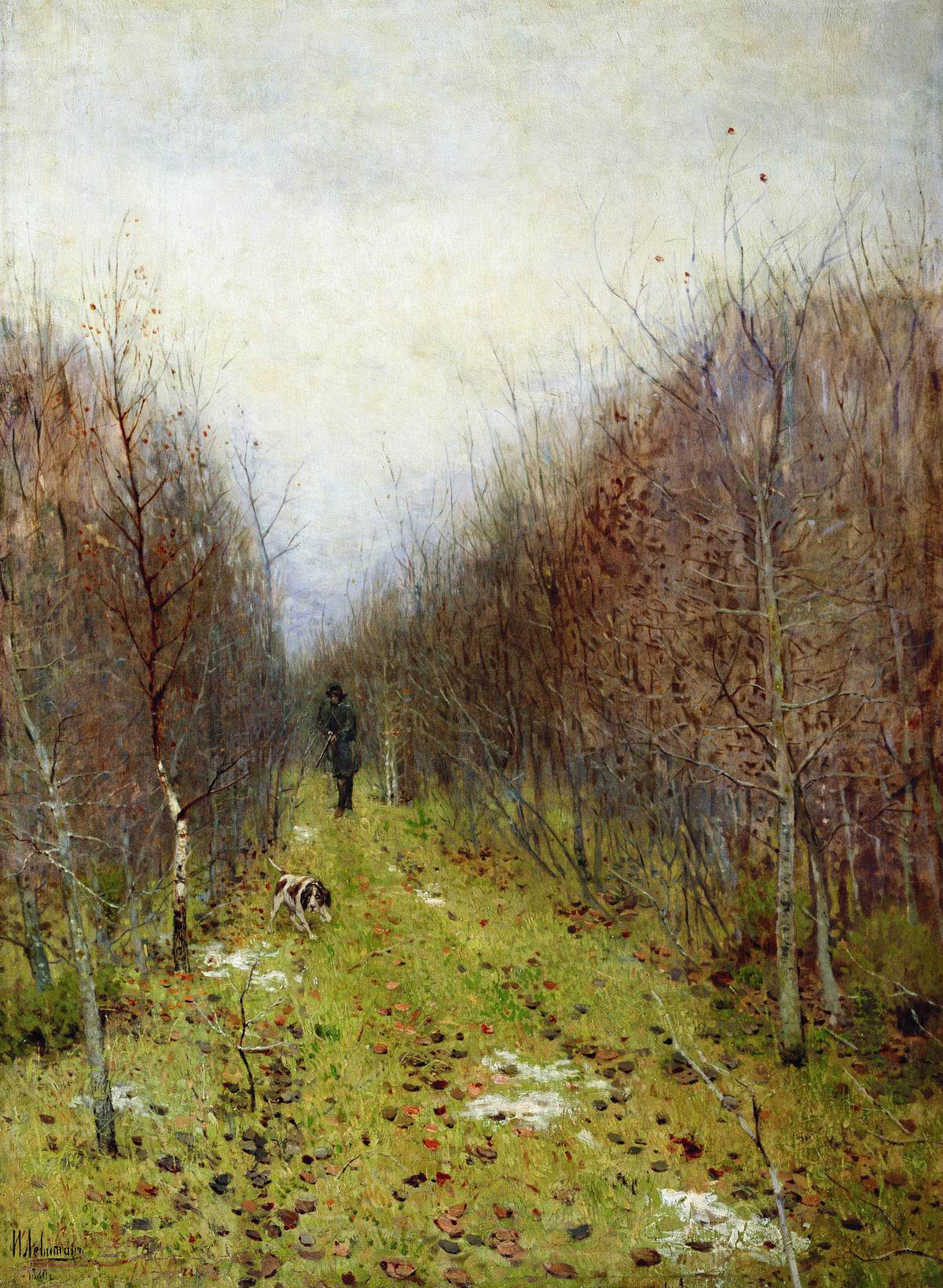
Paysage d'automne, 1880
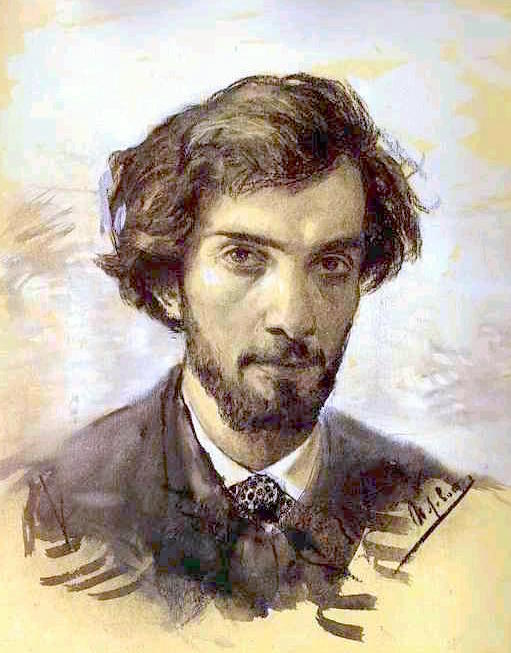
Autoportrait, 1880
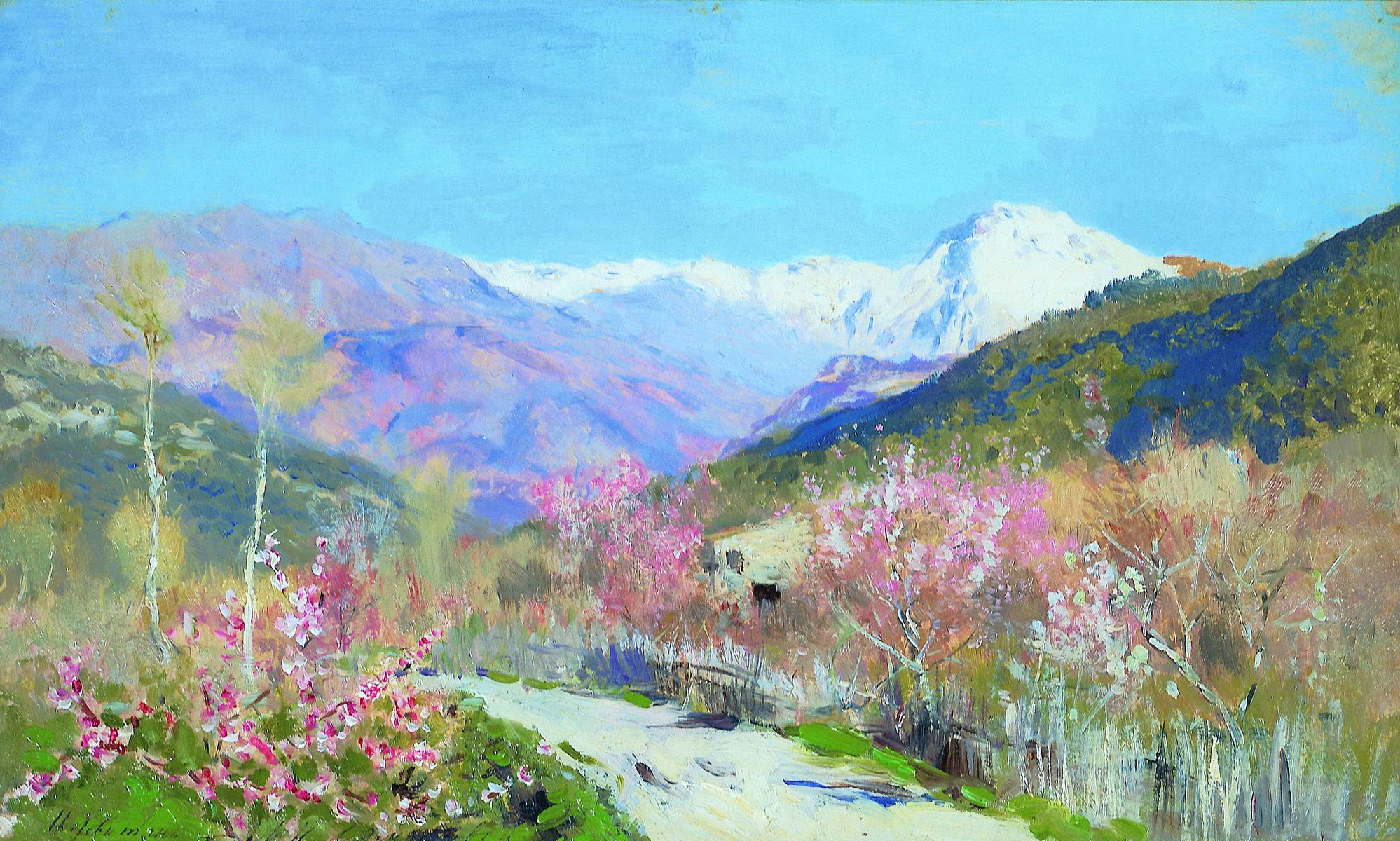
Printemps en Italie
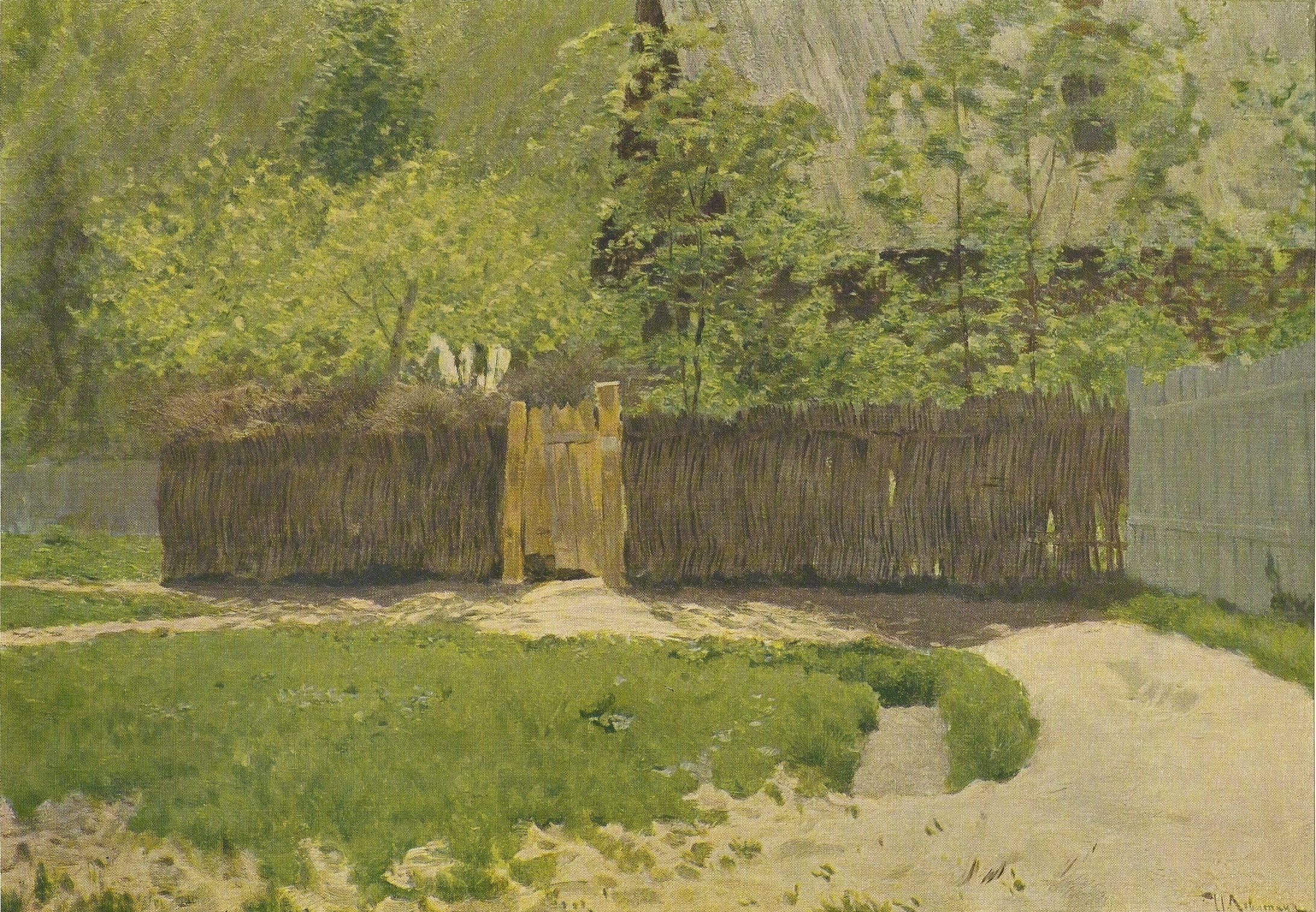
Première verdure, 1883-1888
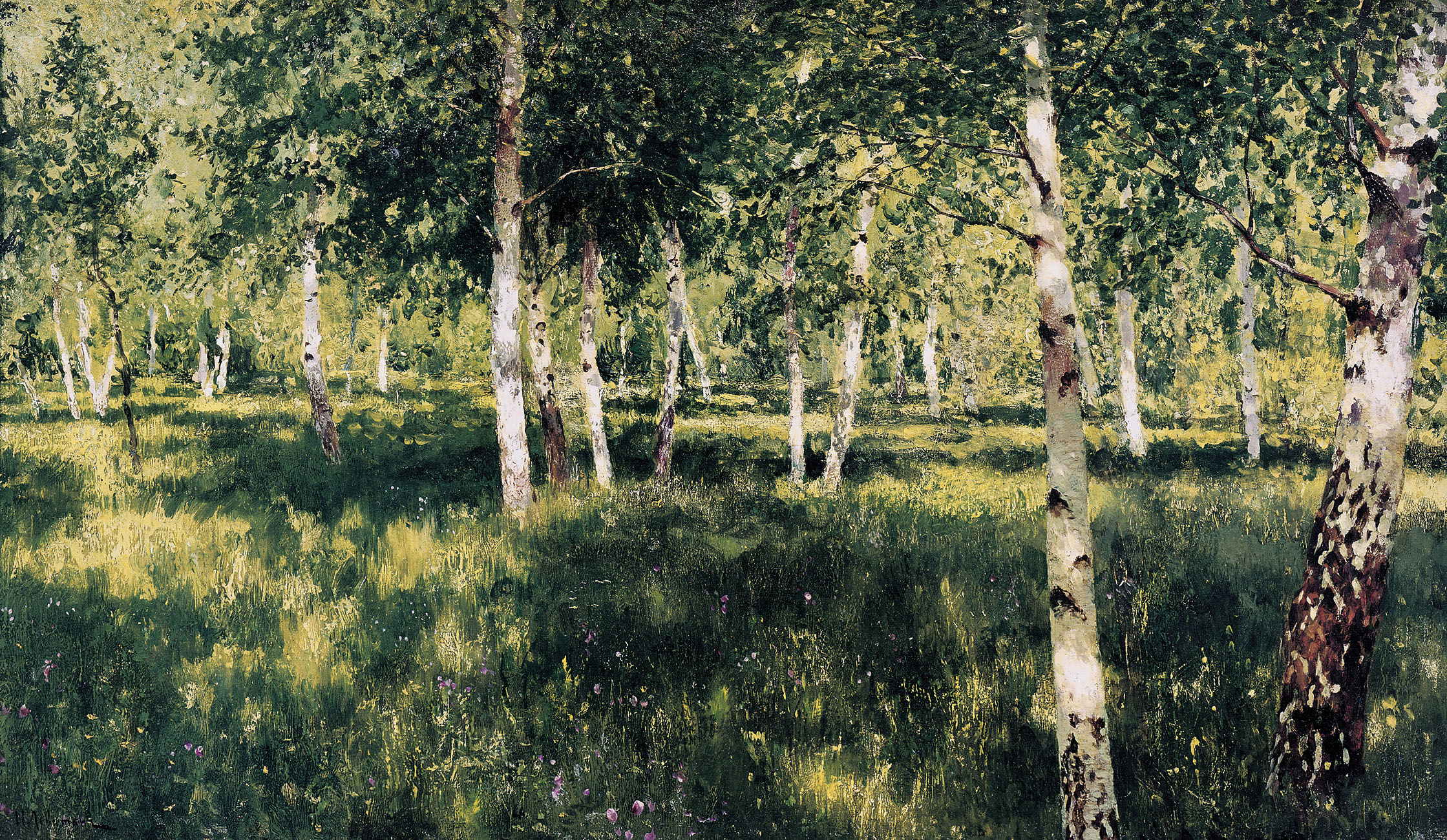
Boulaie, 1885-1889
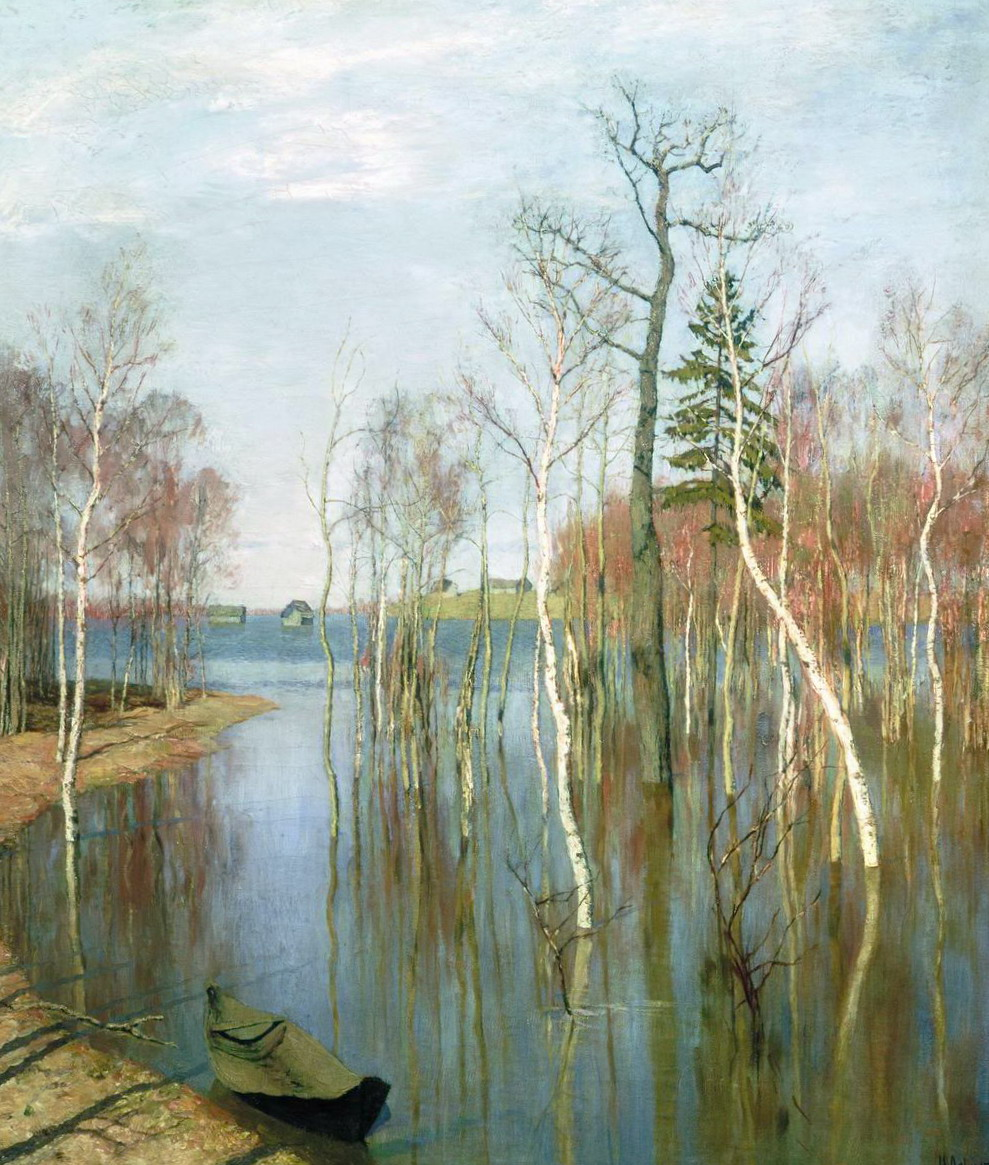
Printemps. Grandes Eaux 1897
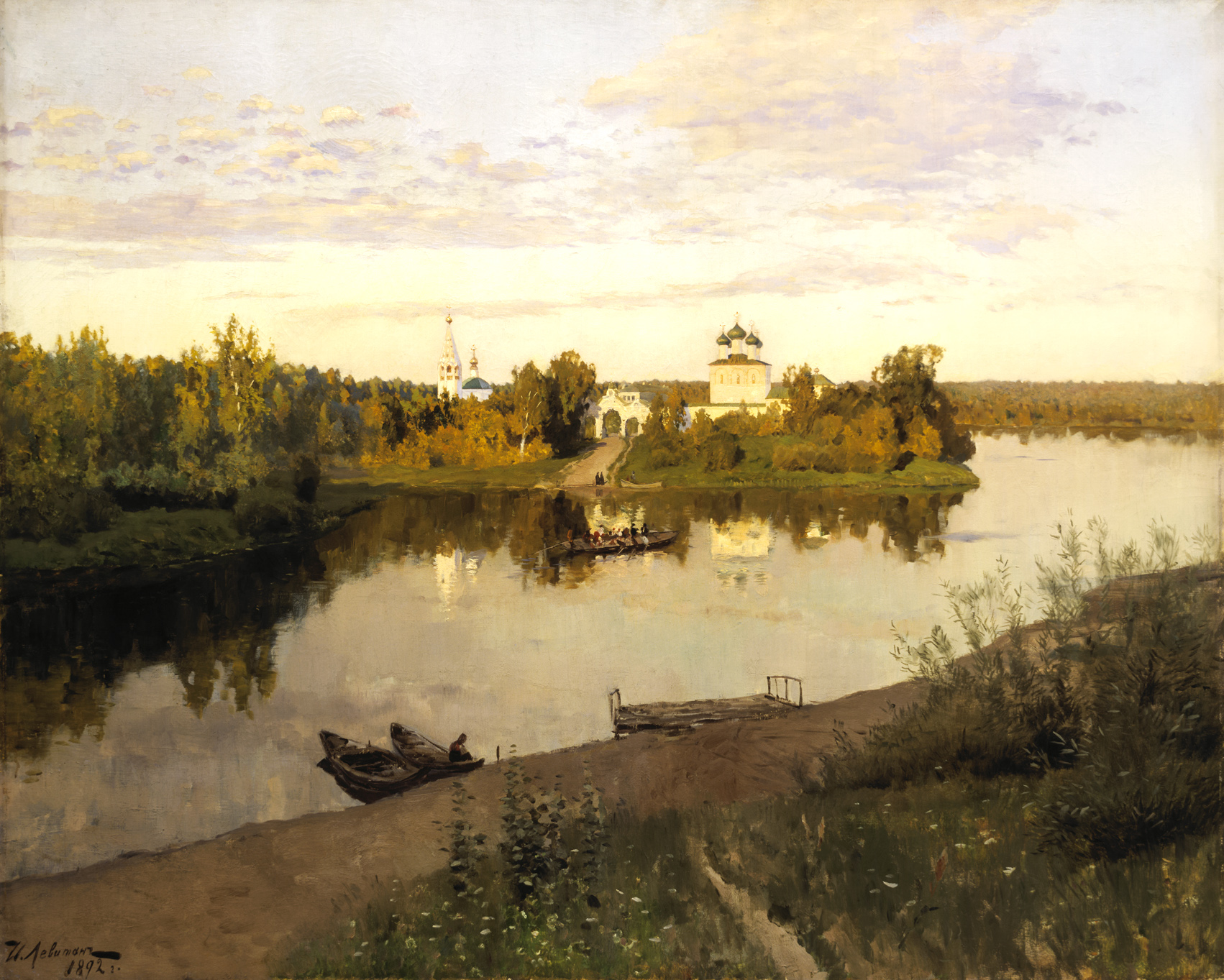
L'Appel du soir, 1892
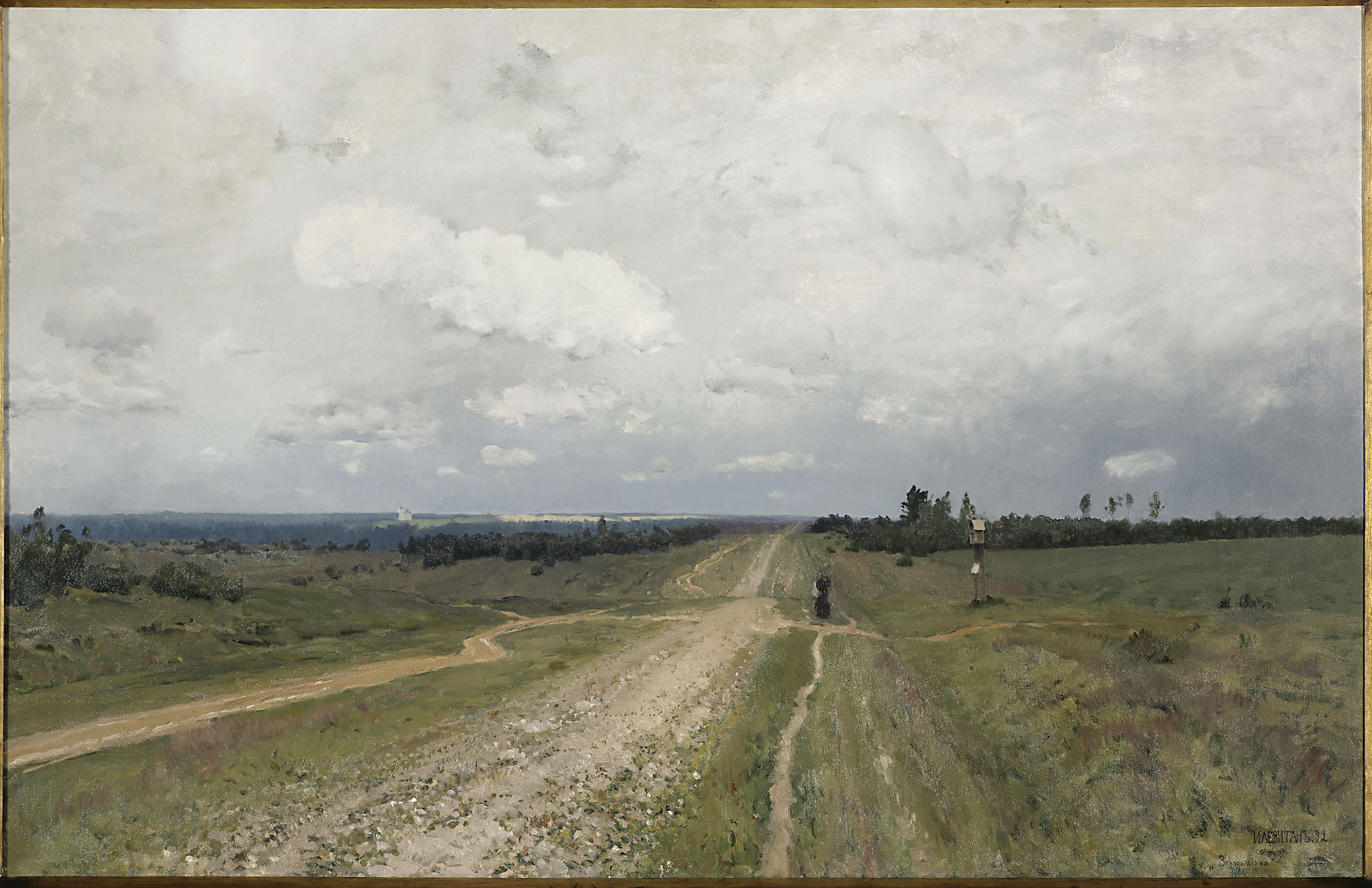
Vladimirka, 1892
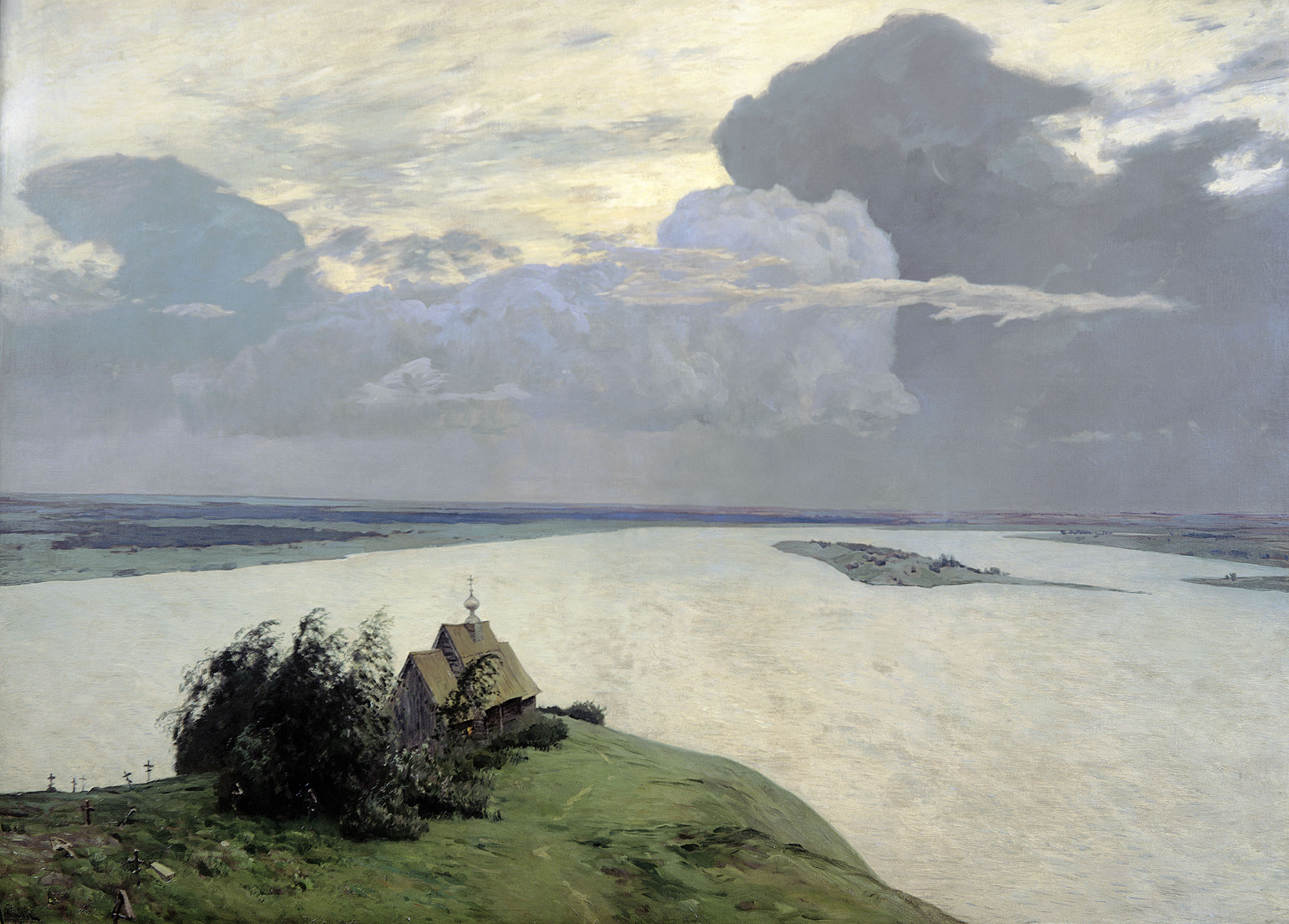
Paix éternelle, 1893
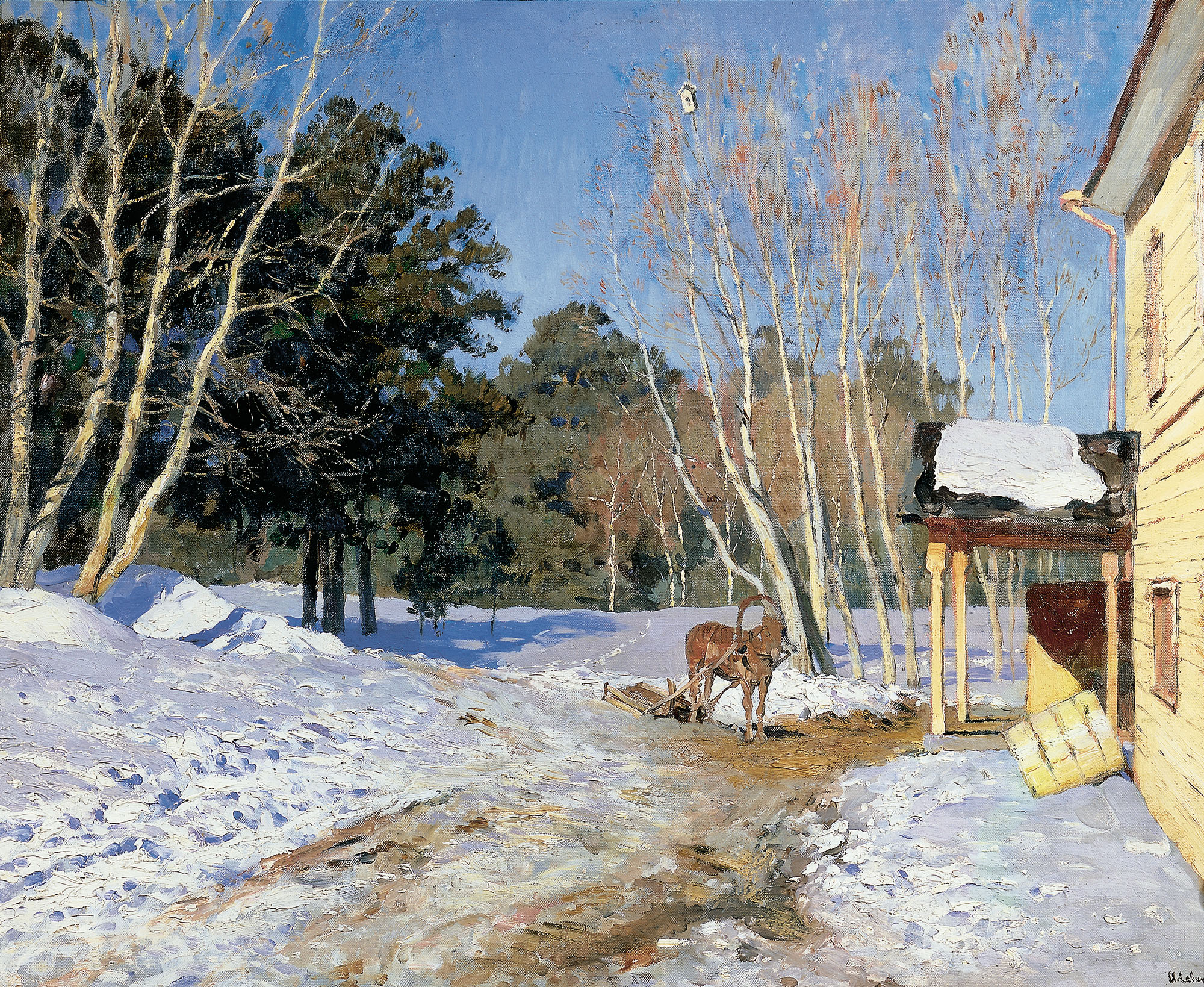
Mars, 1895
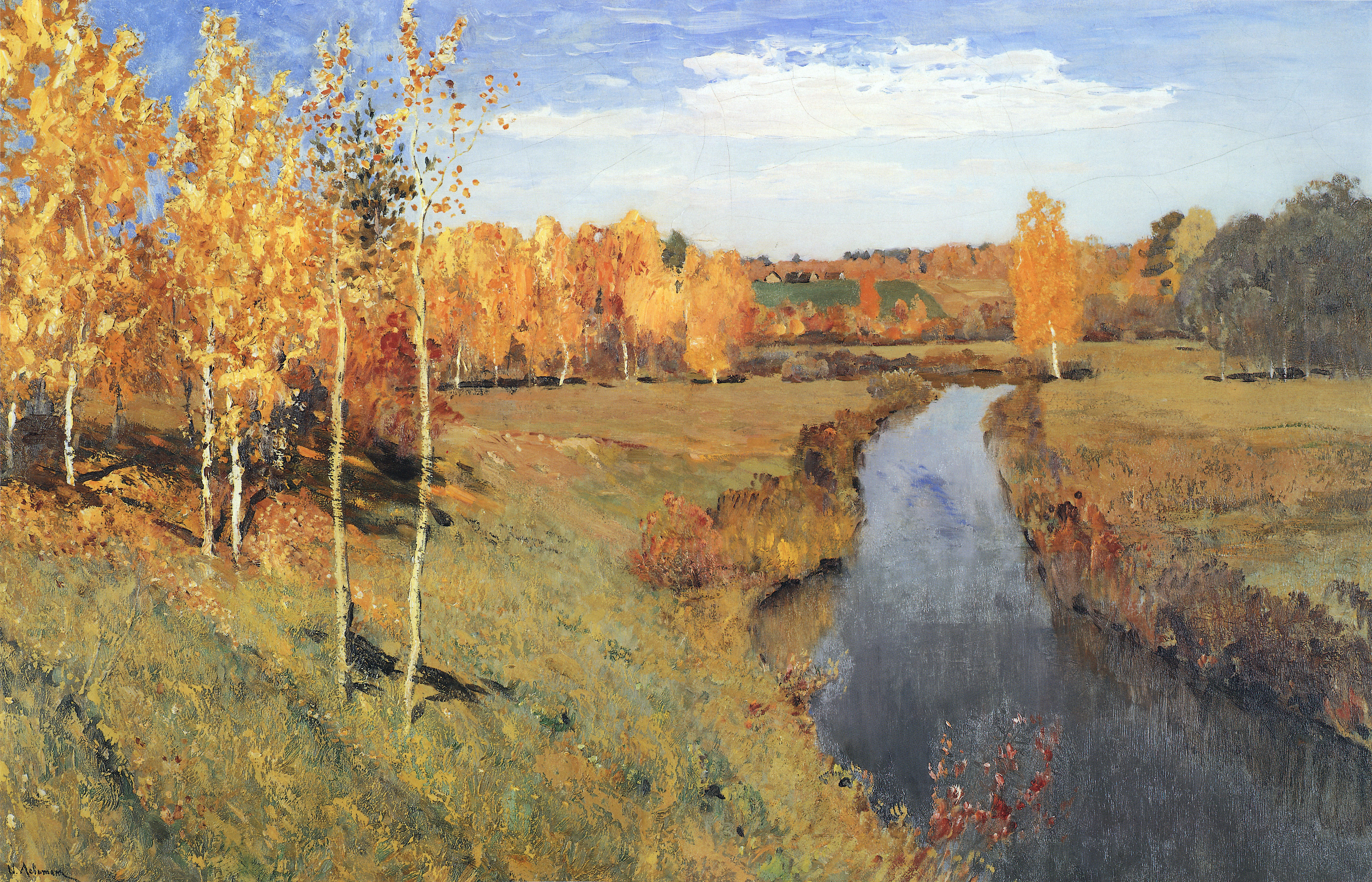
Automne doré, 1895
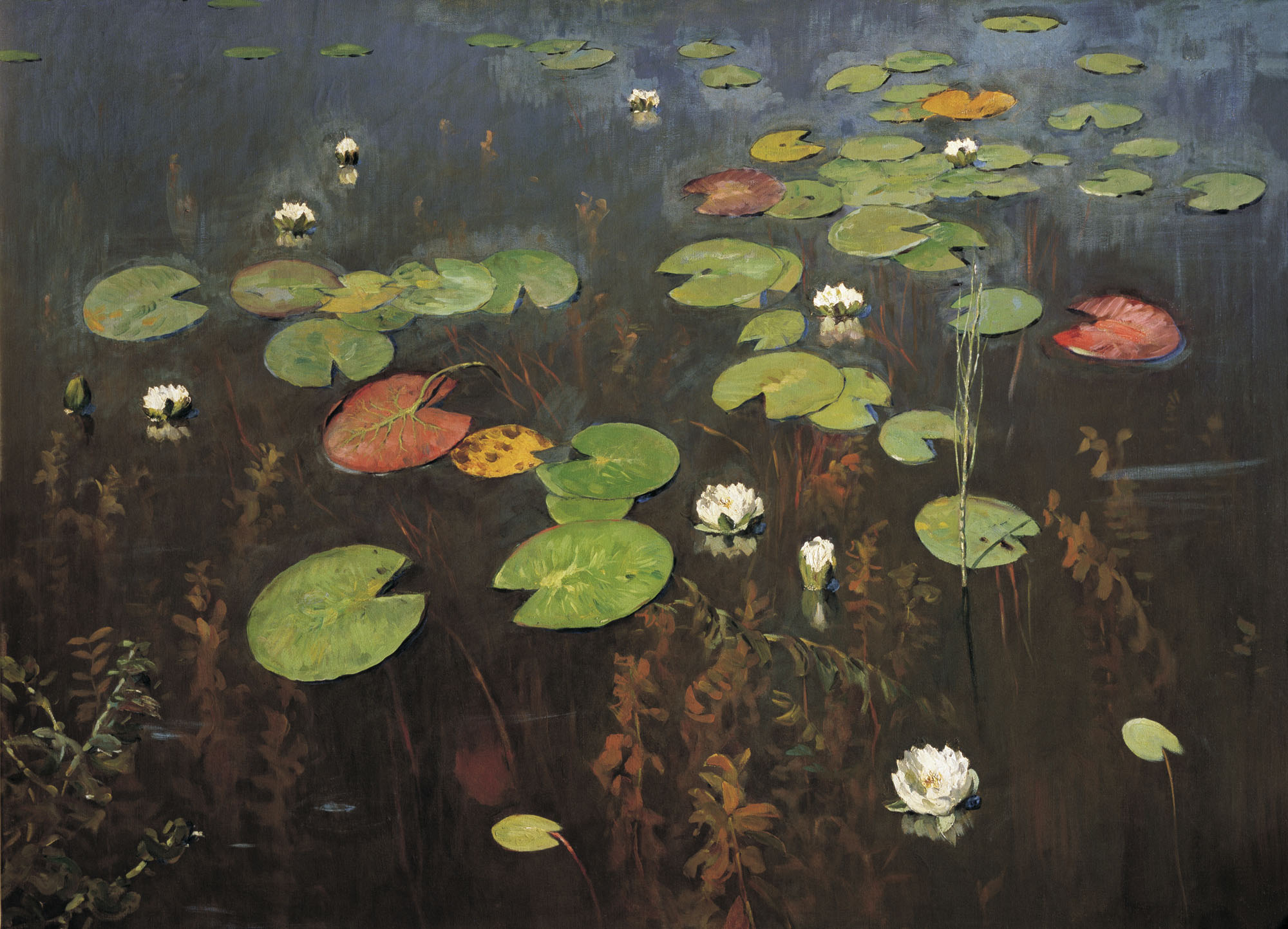
Nénuphars, 1895
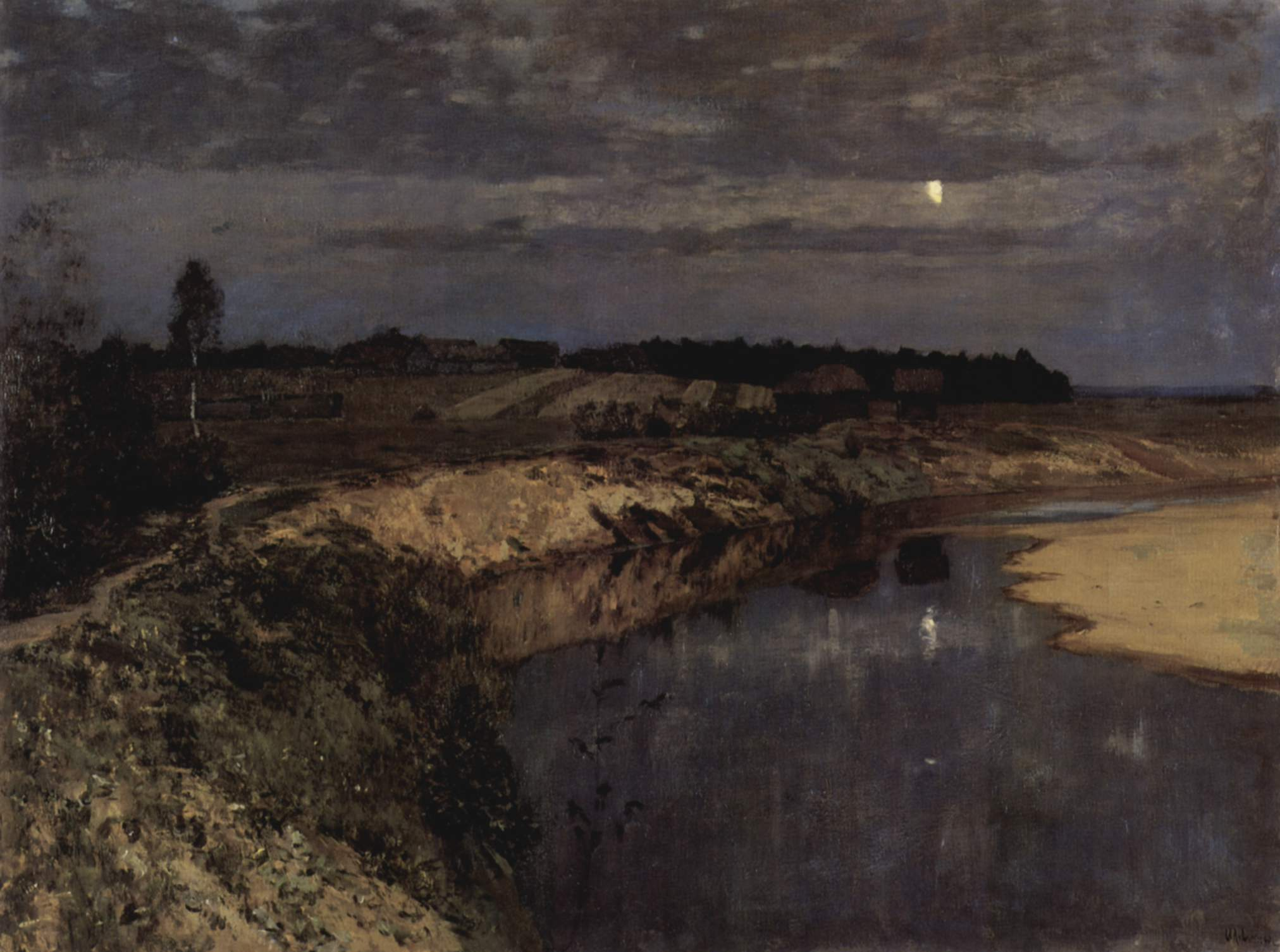
Silence, 1898
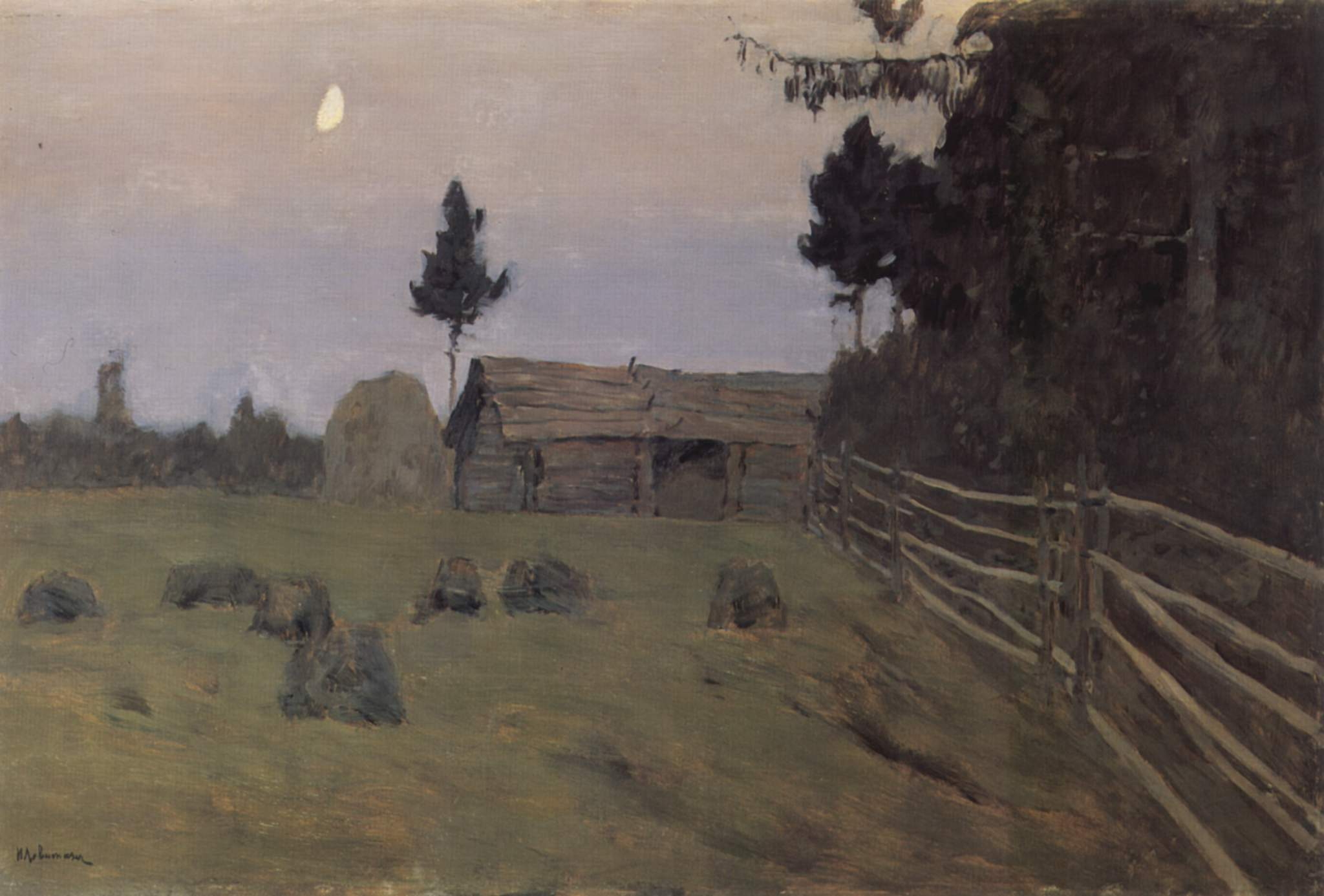
Crépuscule, 1900
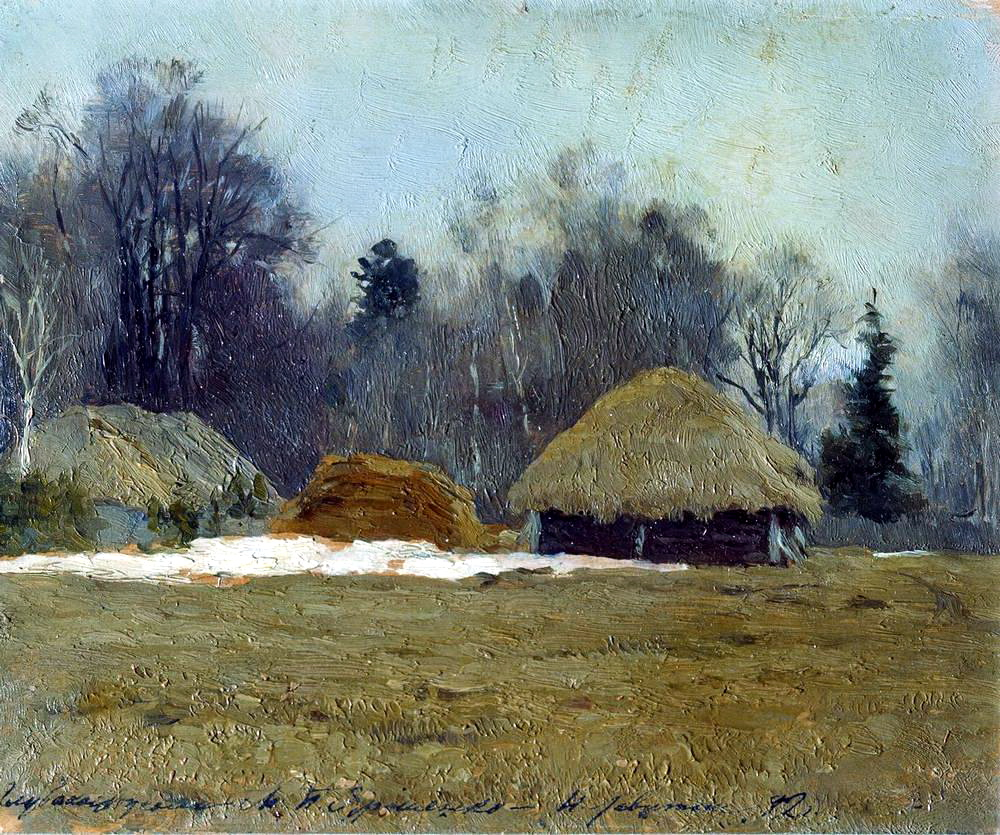
1892 au Musée d'art de Poltava
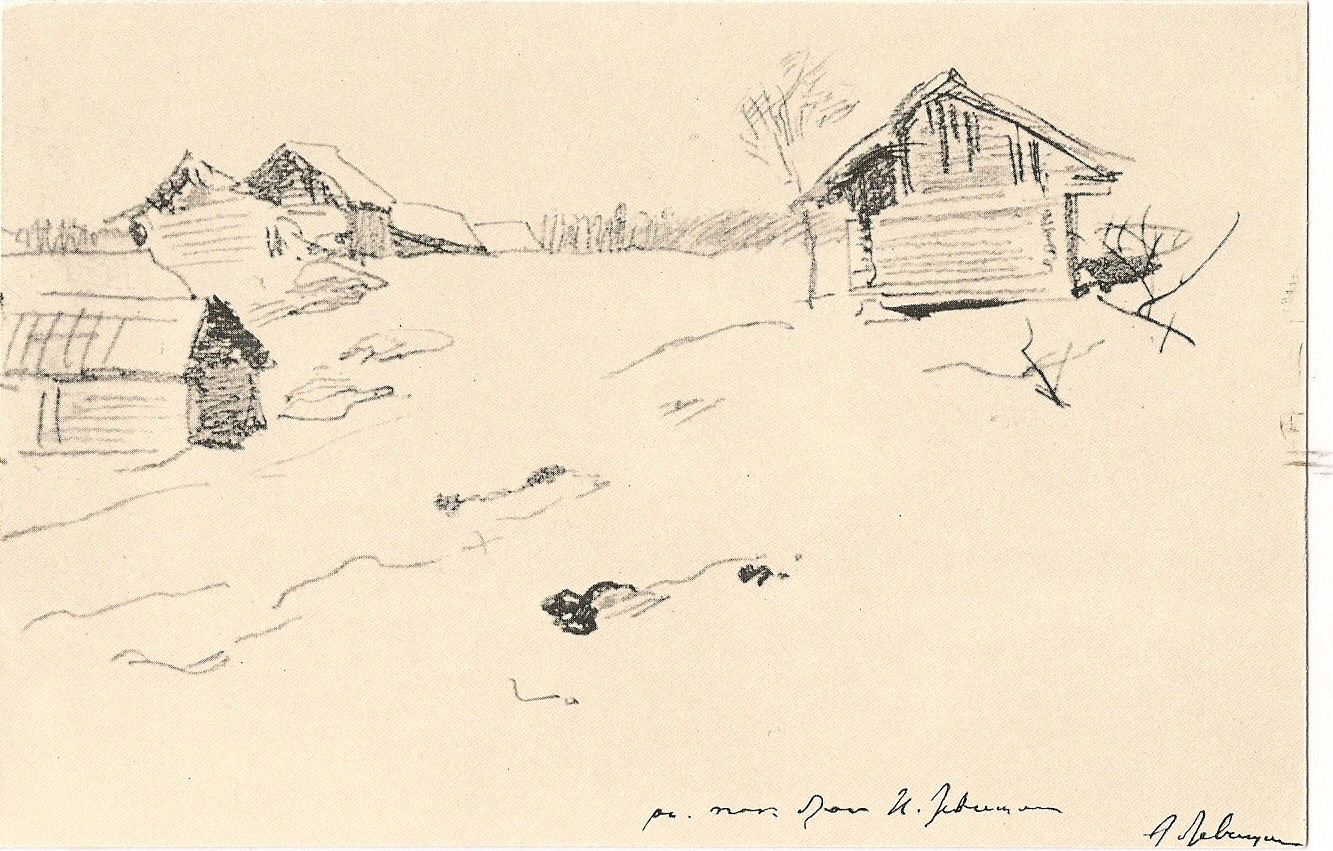
Esquisse
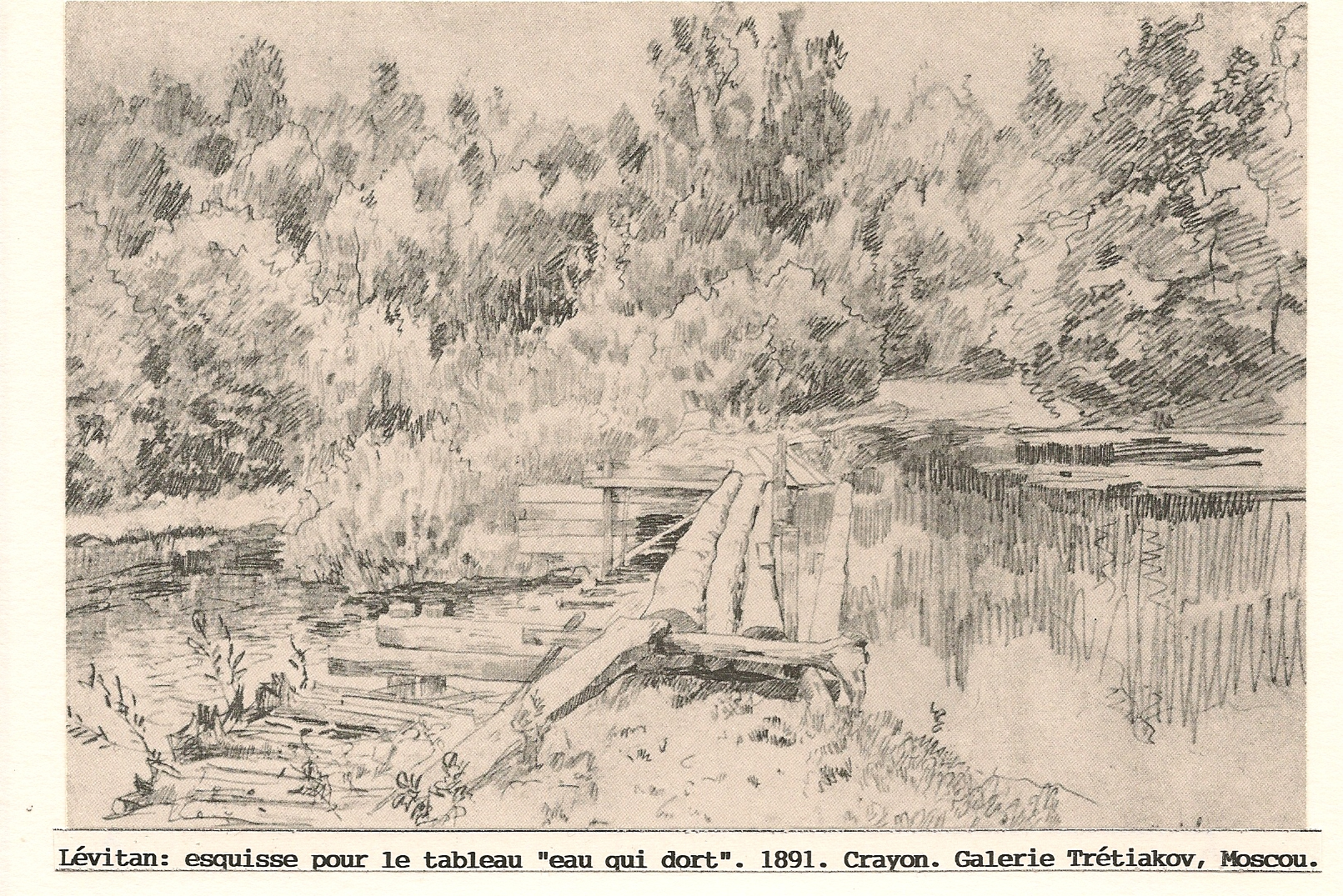
Esquisse